# Aplidia transversa
Haplidia transversa är en skalbaggsart som beskrevs av Fabricius 1801. Haplidia transversa ingår i släktet Haplidia och familjen Melolonthidae.

## Underarter
Arten delas in i följande underarter:
- H. t. peloponnisica
- H. t. cretica

## Bildgalleri

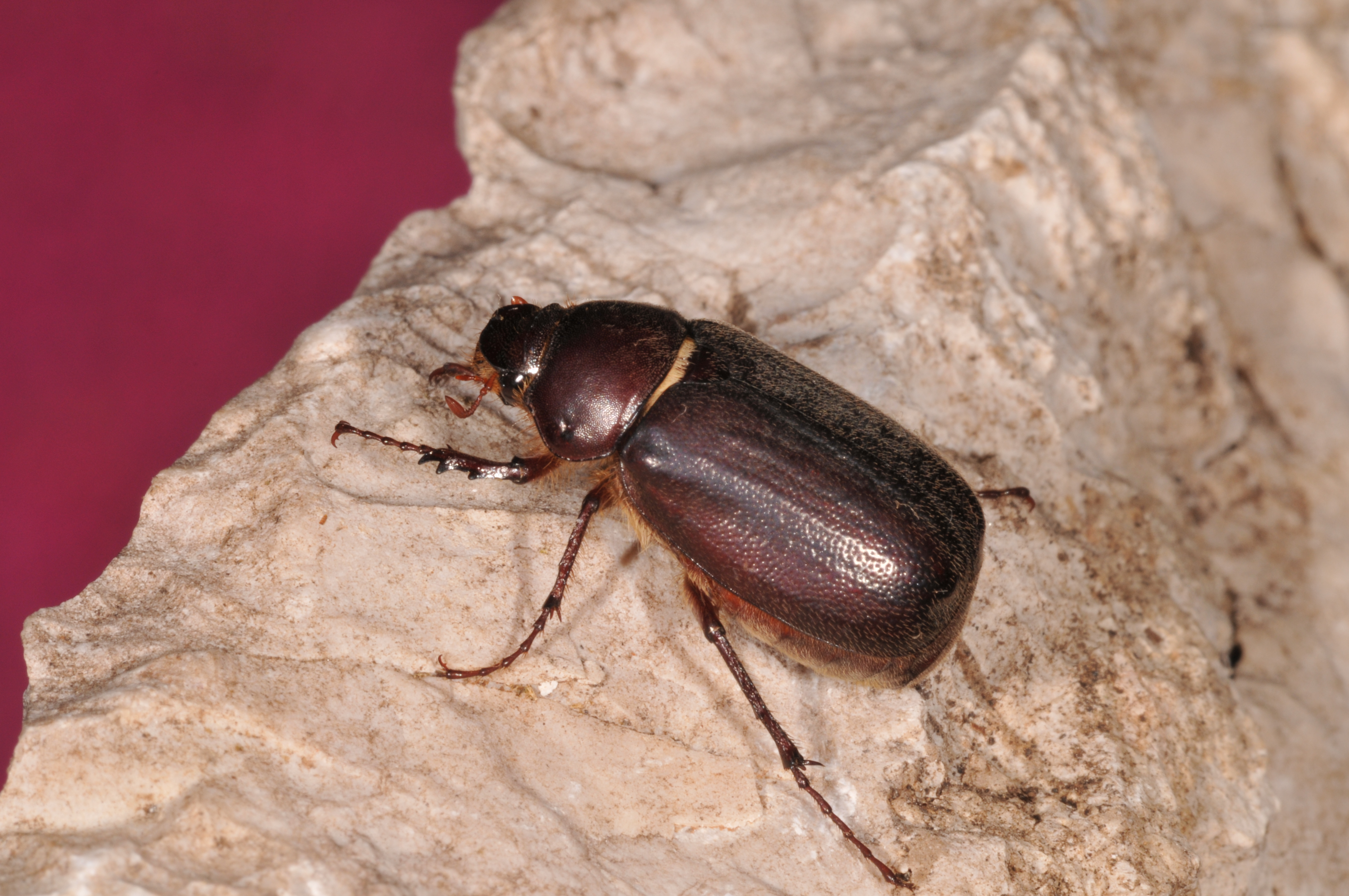
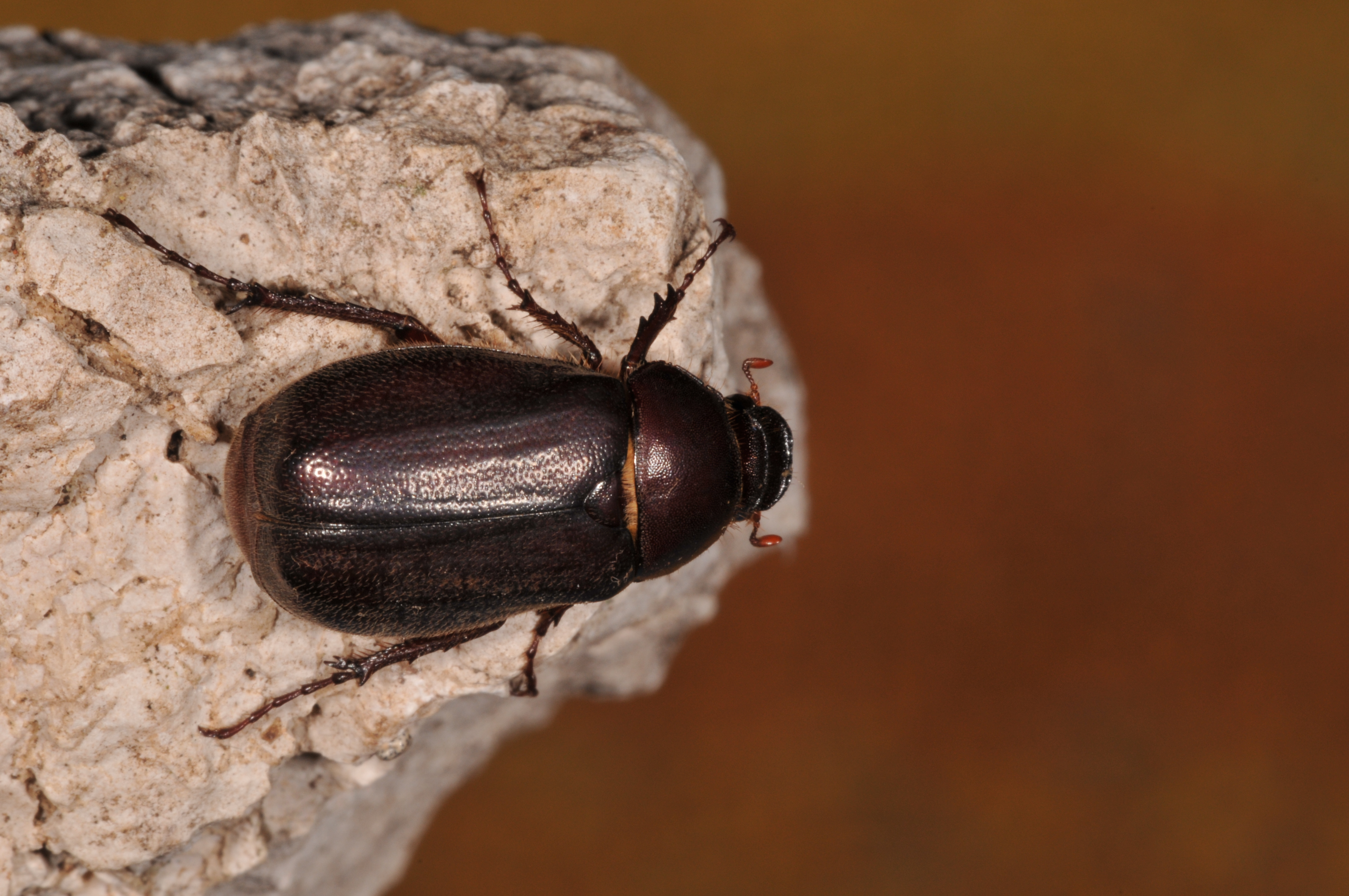
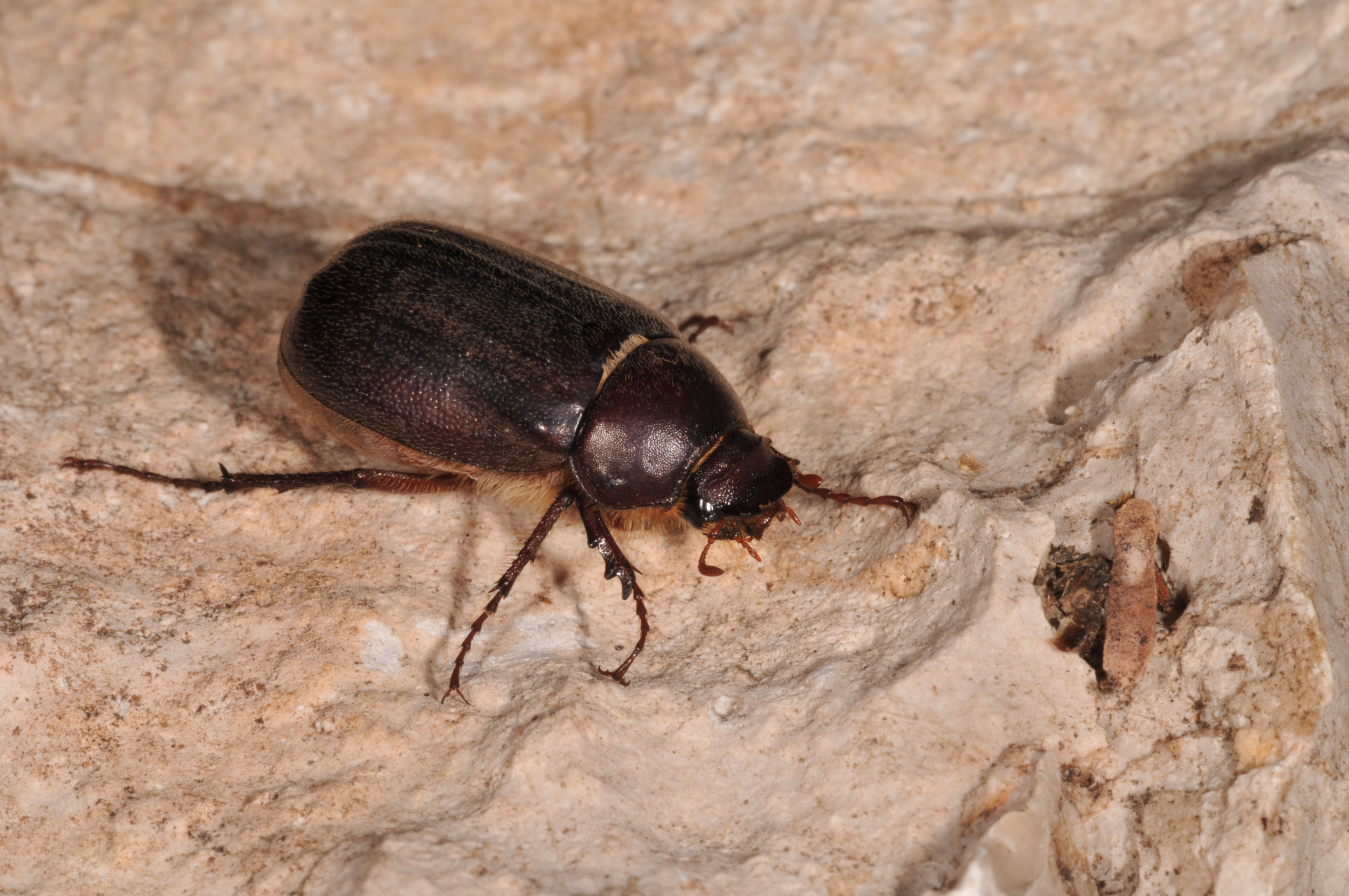
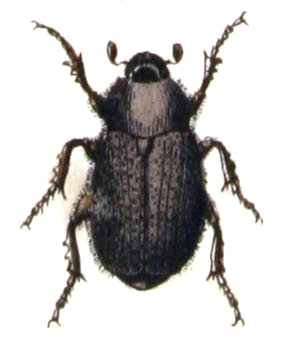